# Cung điện Wilanów
Cung điện Wilanów hoặc Cung điện Wilanowski (tiếng Ba Lan: pałac w Wilanowie, phát âm tiếng Ba Lan: [ˈpawat͡s vvilaˈnɔvjɛ]) là một cung điện hoàng gia nằm ở quận Wilanów, Warsaw. Cung điện Wilanów đã tồn tại qua các phân vùng của Ba Lan và cả Chiến tranh Thế giới, và như một lời nhắc nhở về văn hóa của nhà nước Ba Lan như trước những bất hạnh của thế kỷ 18.
Đây là một trong những di tích quan trọng nhất của Ba Lan. Bảo tàng của Cung điện, được thành lập vào năm 1805, là một kho lưu trữ di sản nghệ thuật và hoàng gia của đất nước. Cung điện và công viên ở Wilanów là nơi tổ chức các sự kiện và buổi hòa nhạc văn hóa, bao gồm các buổi hòa nhạc Hoàng gia mùa hè trong Vườn hồng và Học viện âm nhạc mùa hè quốc tế.
Cung điện, cùng với các yếu tố khác của Phố cổ Warsaw, là một trong những Di tích Lịch sử quốc gia chính thức của Ba Lan (Pomnik historii), được chỉ định vào ngày 16 tháng 9 năm 1994. Danh sách của nó được duy trì bởi Ủy ban Di sản Quốc gia Ba Lan.
Từ năm 2006, cung điện là thành viên của hiệp hội quốc tế Khu nhà ở Hoàng gia châu Âu.

## Lịch sử
Cung điện Wilanów được xây dựng cho vua John III Sobieski trong quý cuối cùng của thế kỷ 17 và sau đó được mở rộng bởi các chủ sở hữu khác. Nó đại diện cho đặc trưng của cư dân ngoại ô baroque được xây dựng entre sem et jardin (giữa sân vào và vườn). Kiến trúc của nó là bản gốc, một sự hợp nhất của nghệ thuật châu Âu với truyền thống xây dựng Ba Lan. Trên tường và trong nội thất cung điện, các biểu tượng cổ xưa tôn vinh gia đình Sobieski, đặc biệt là chiến thắng quân sự của nhà vua.

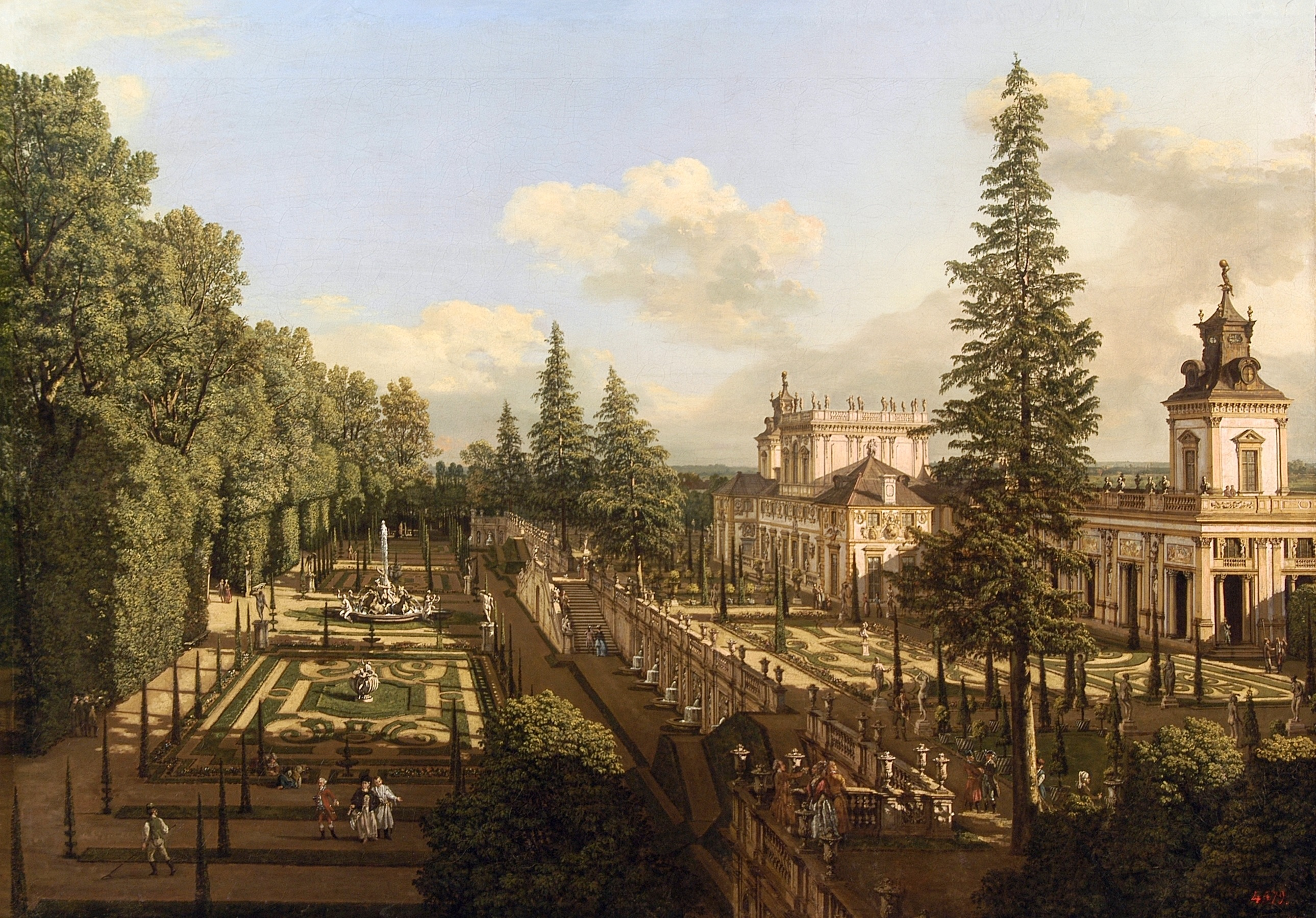
Cung điện Wilanów nhìn từ phía đông bắc của Bernardo Bellotto (1777).

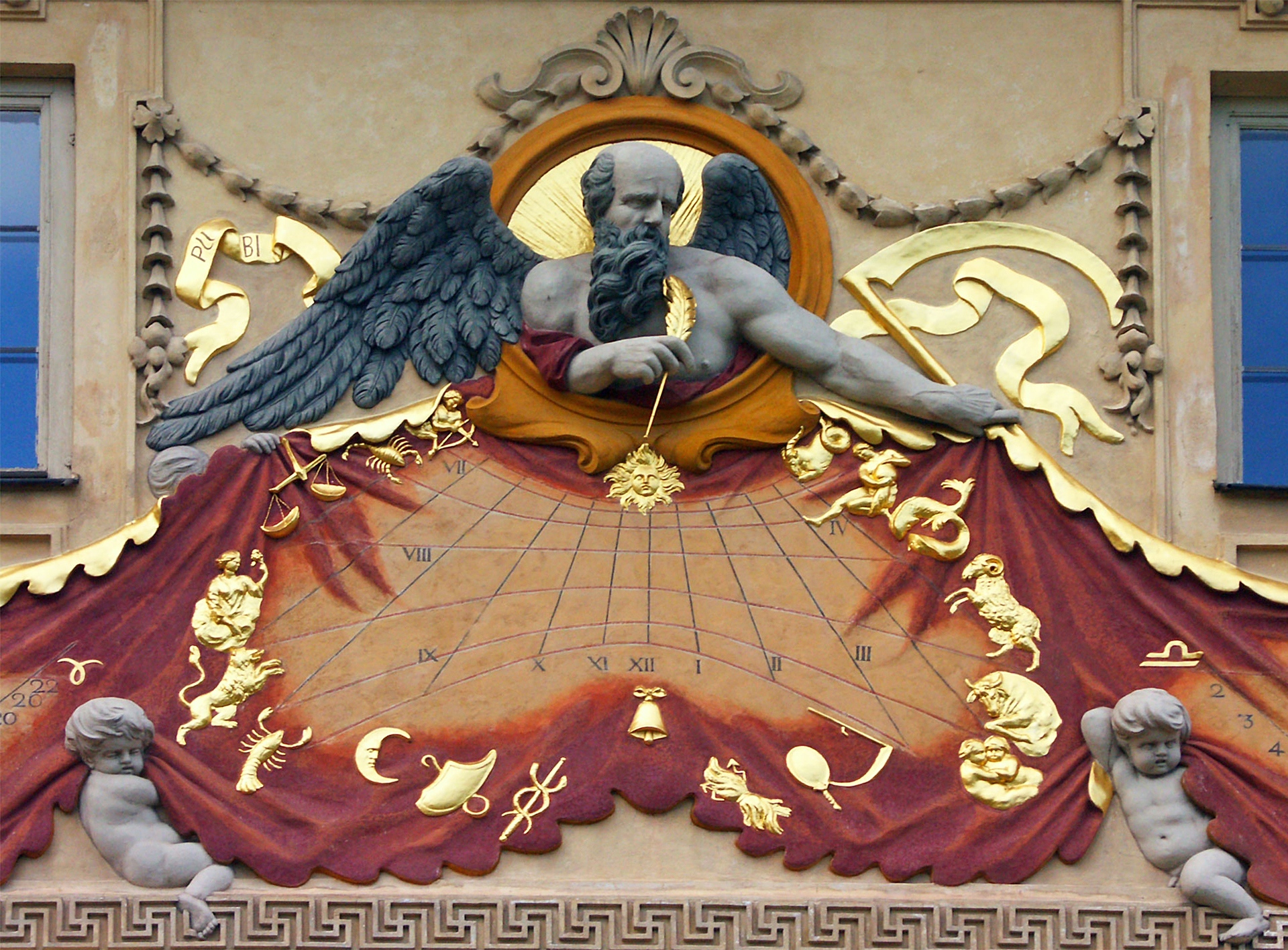
Sundial với Chronos.

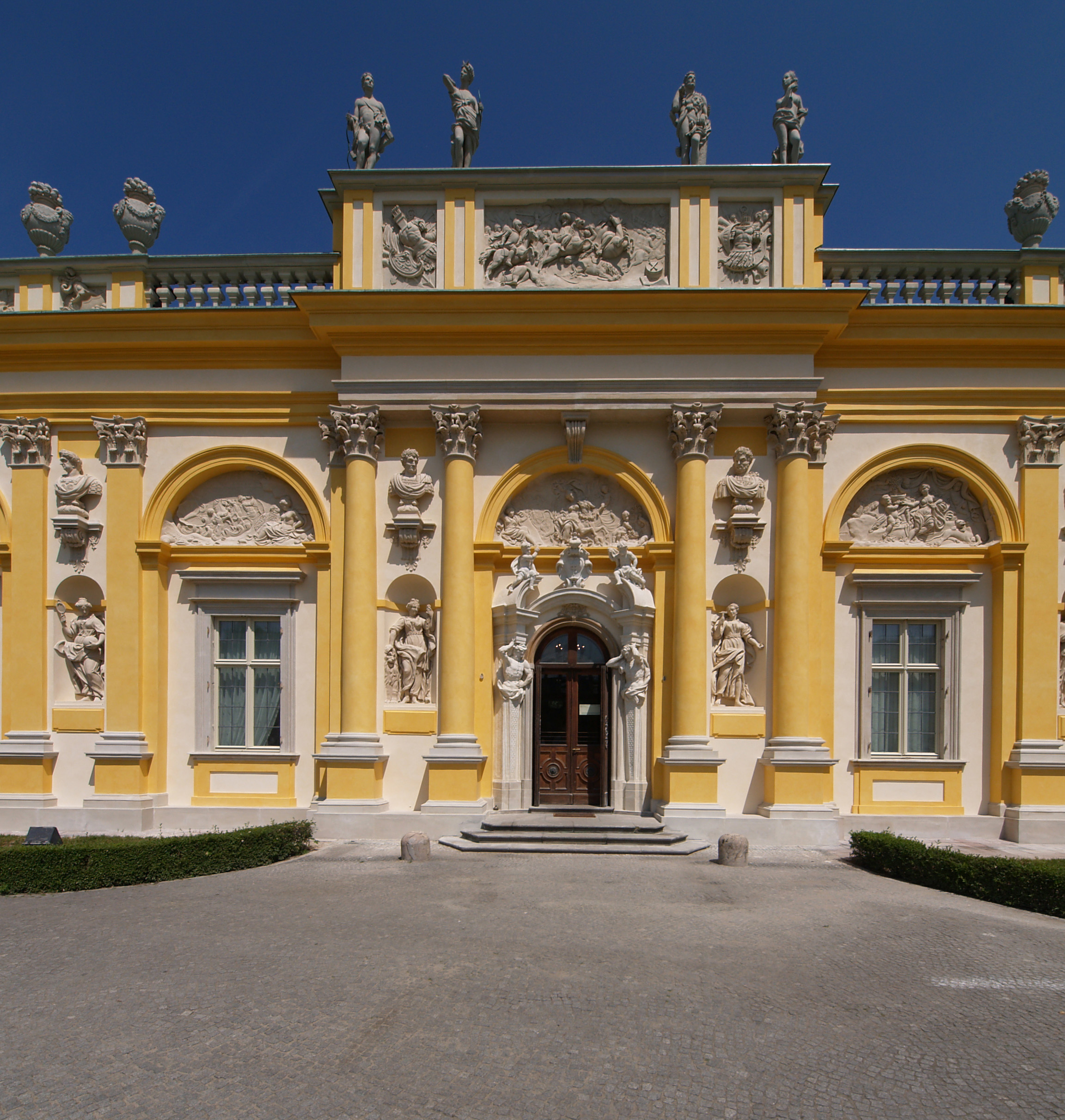
Cánh phía bắc, được dựng lên bởi Elżbieta Sieniawska.

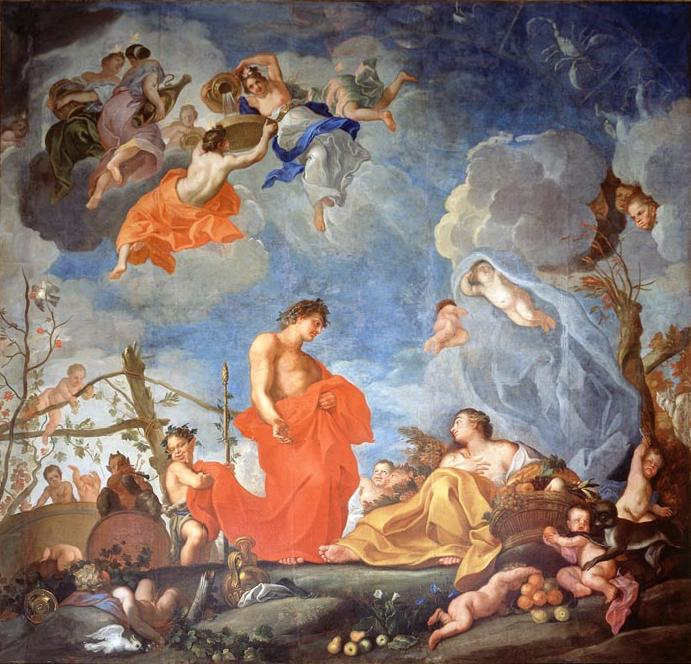
Plafond với Allegory of Autumn của Jerzy Siemiginowski-Eleuter.

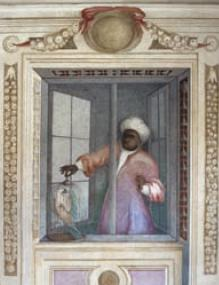
Người hầu châu Phi mang một con vẹt (chi tiết về một bức bích họa của Giuseppe Rossi).

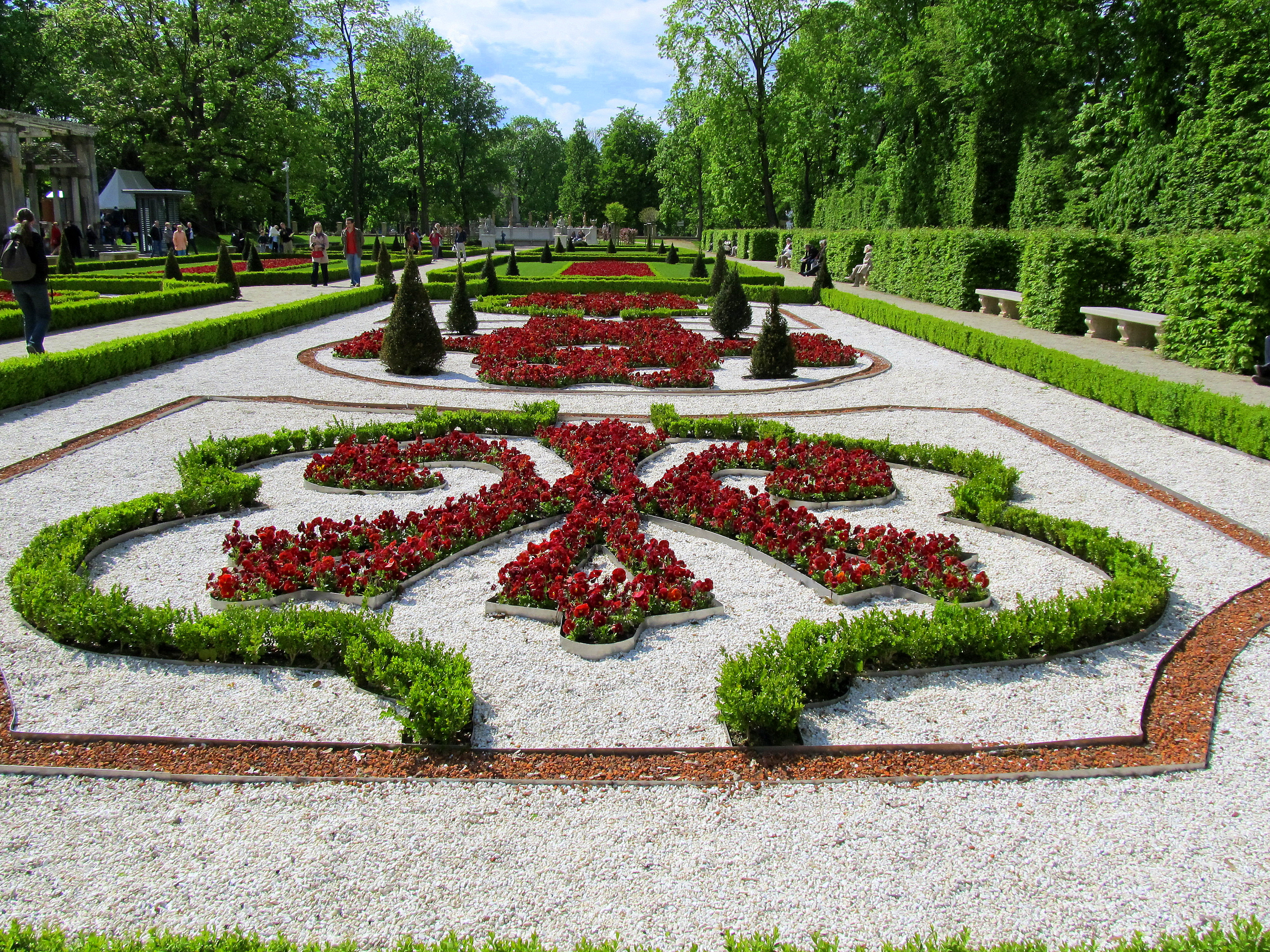
Vườn cung điện

## Toàn cảnh

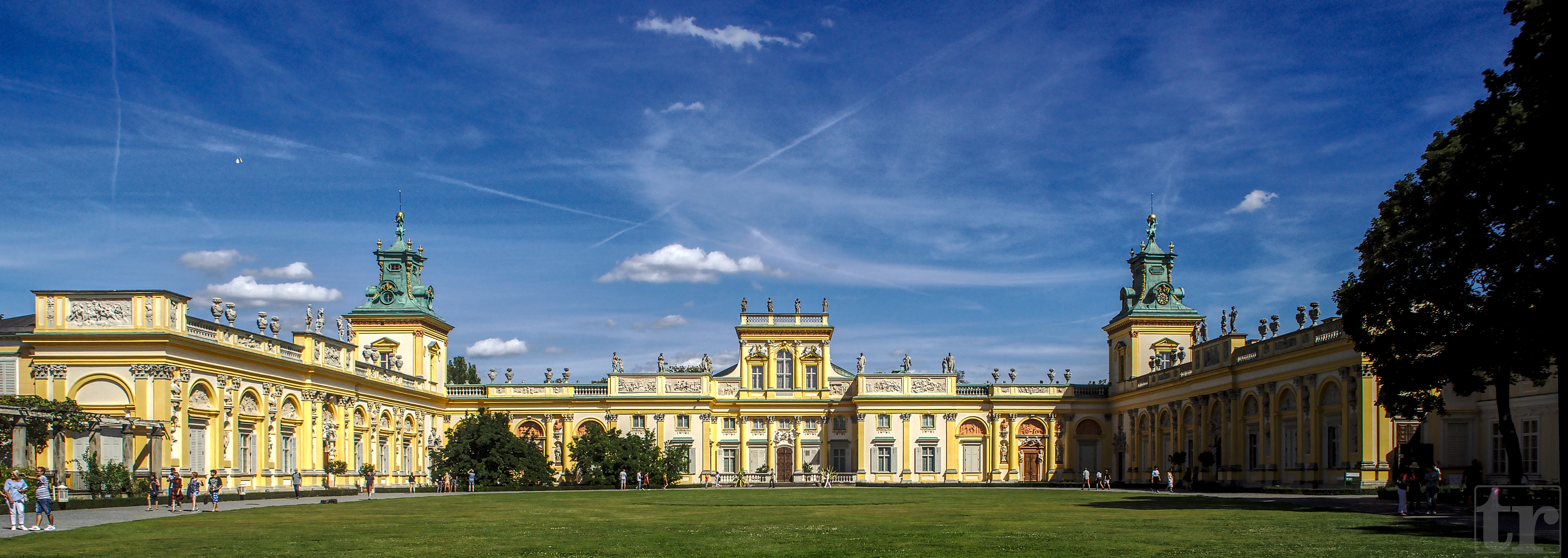
Xem các đoàn de Logis từ cour d'Honneur

## Hình ảnh

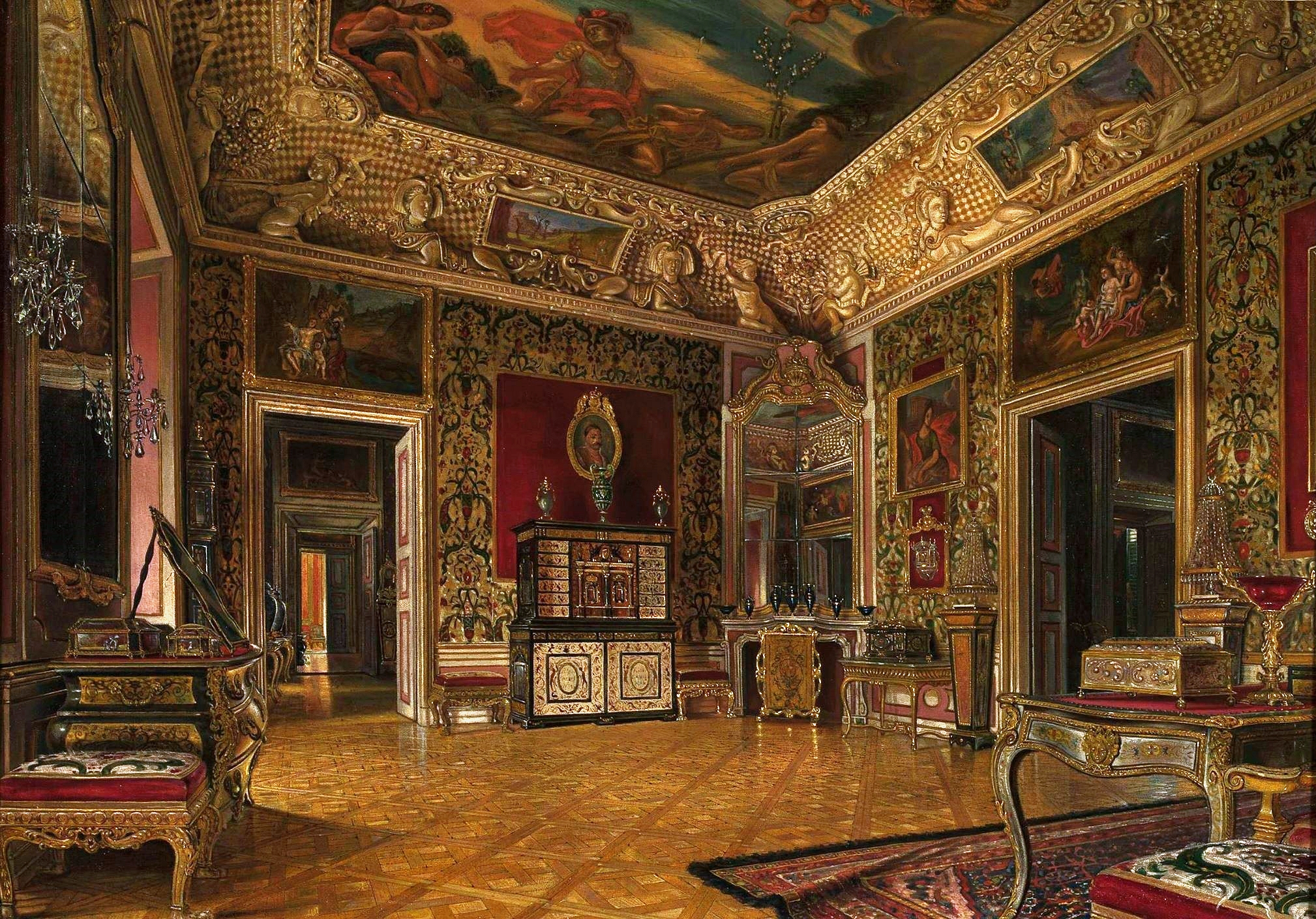
Phòng ngủ của Nữ hoàng trong Cung điện Wilanów của Aleksander Gryglewski, 1874
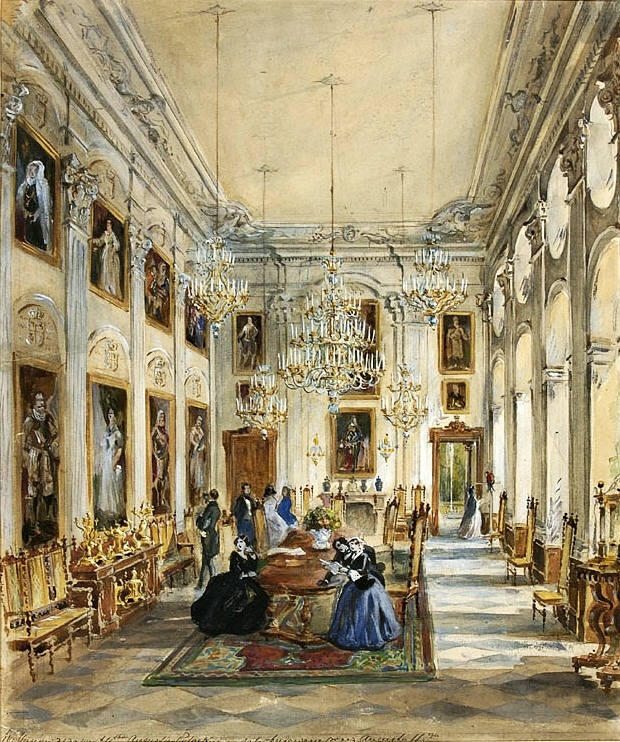
Phòng trắng của Willibald Richter, 1850
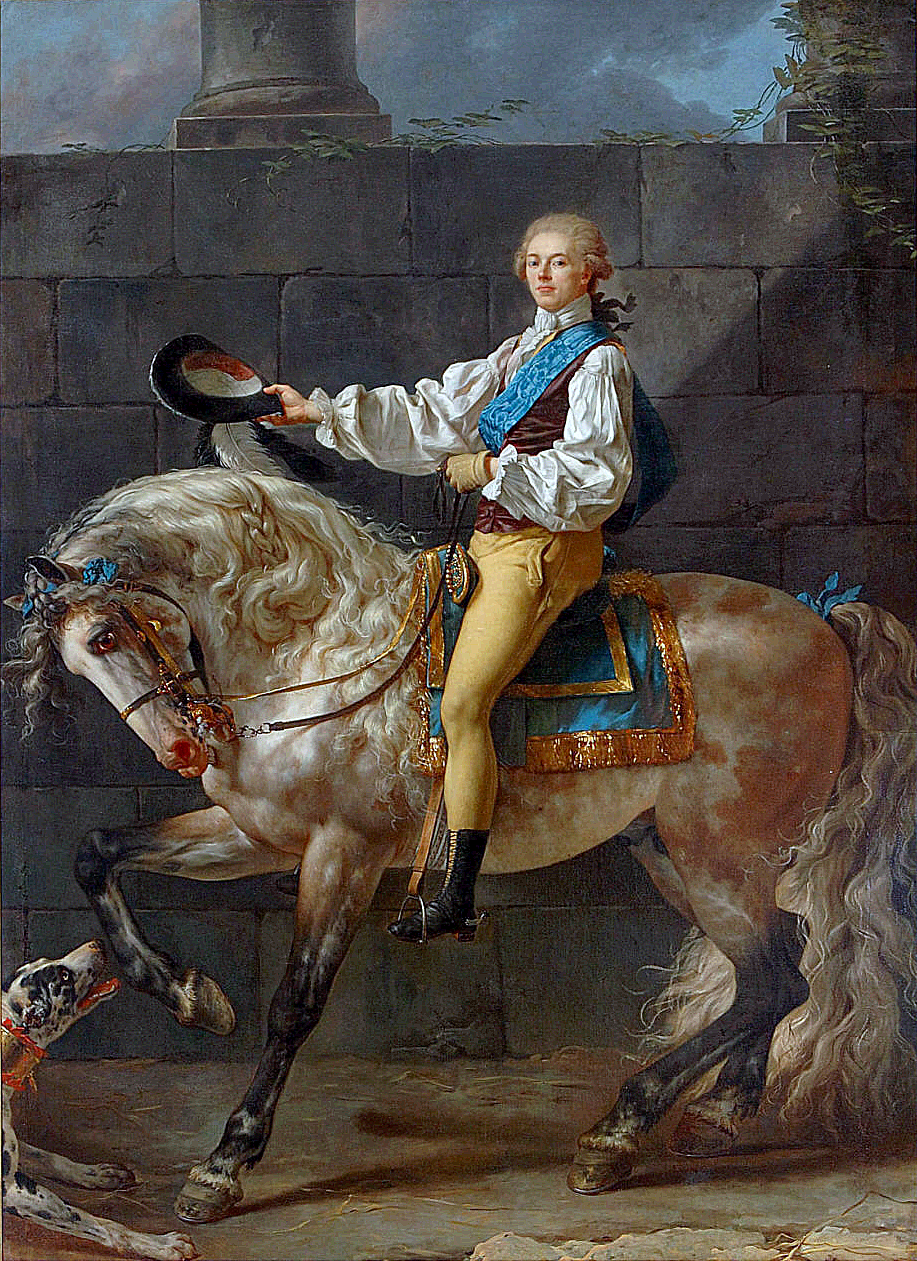
Chân dung bá tước Stanislas Potocki của Jacques-Louis David, 1781
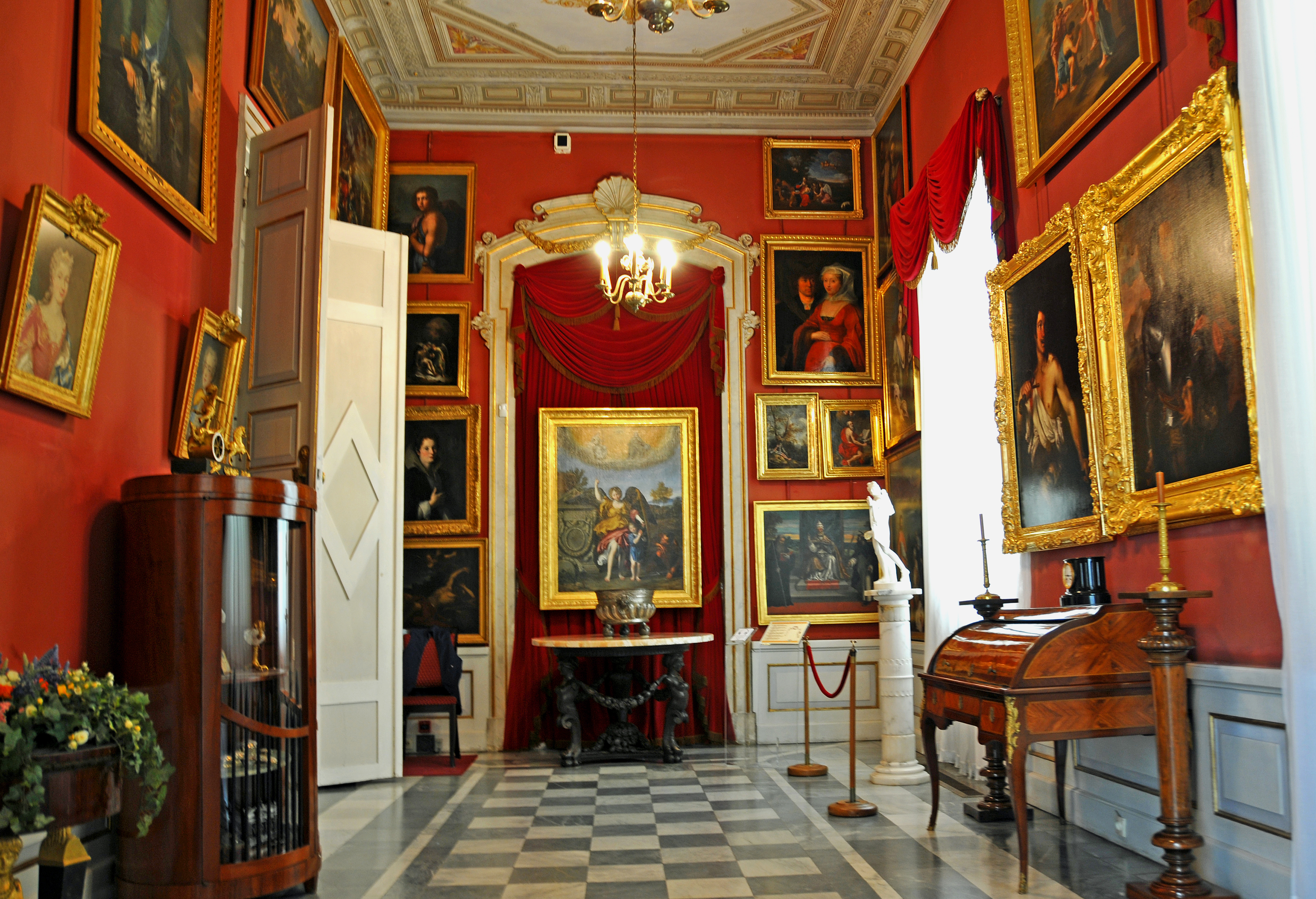
Nội thất của cung điện có một bộ sưu tập tranh
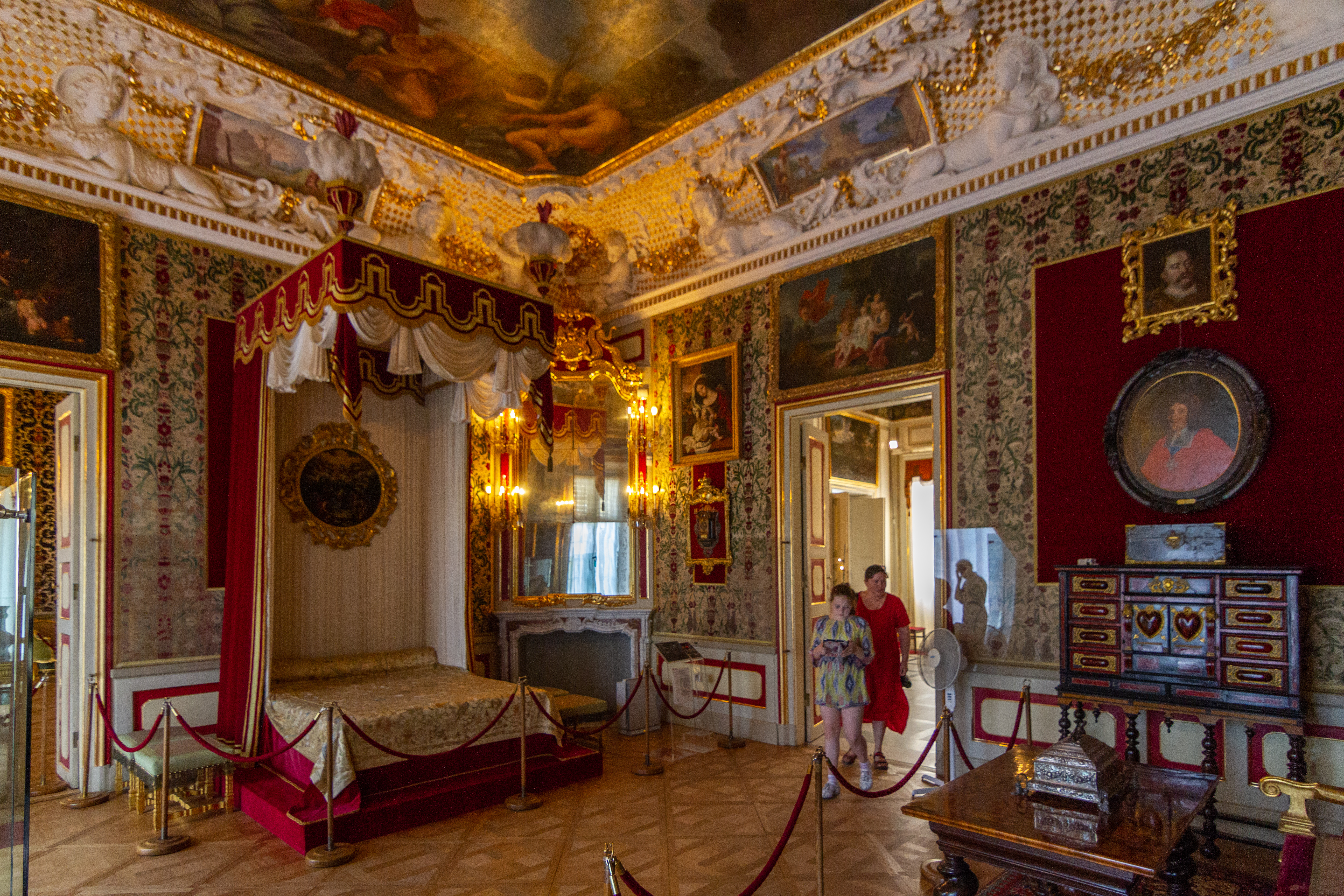
Các cung điện
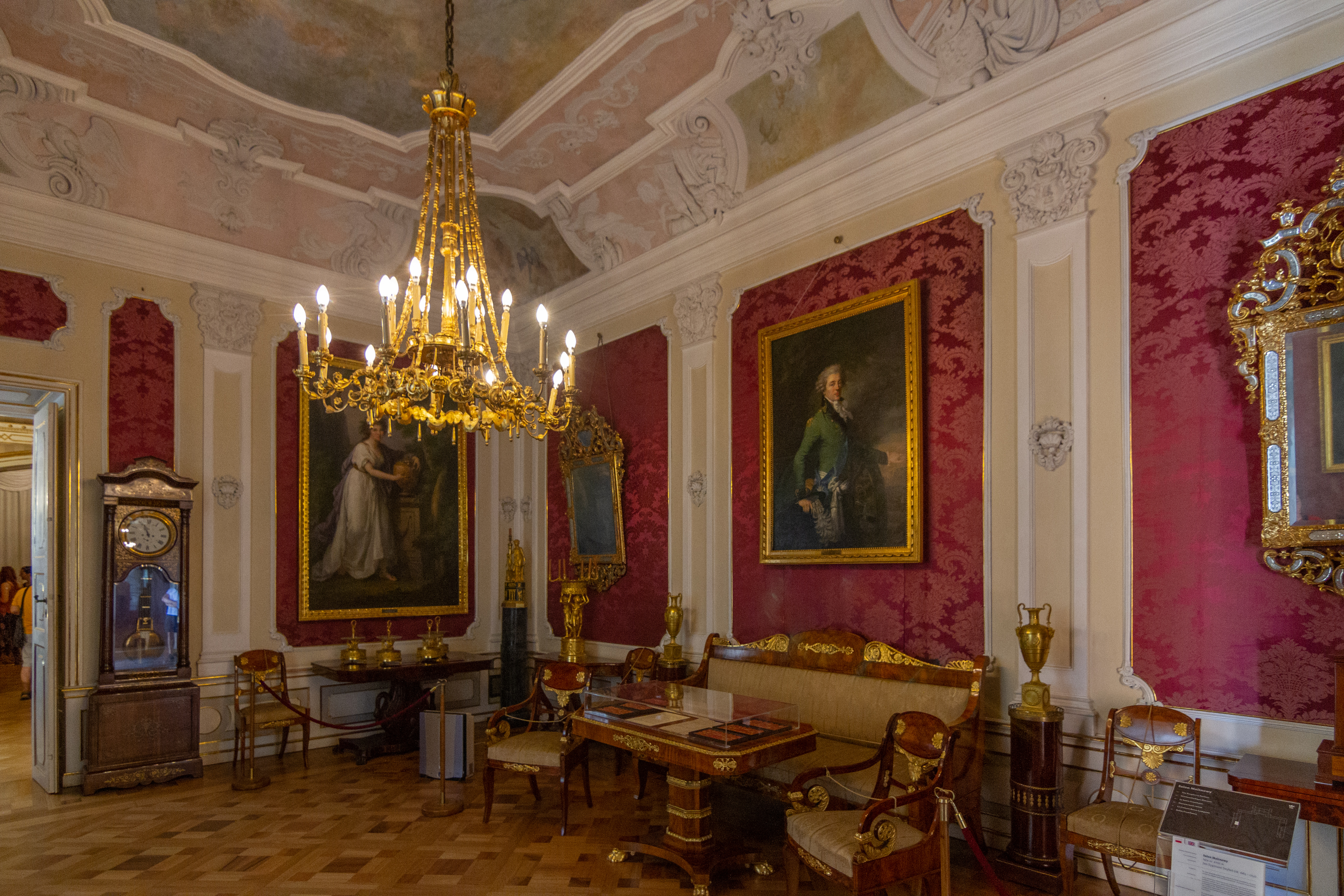
Căn hộ của nhà vua
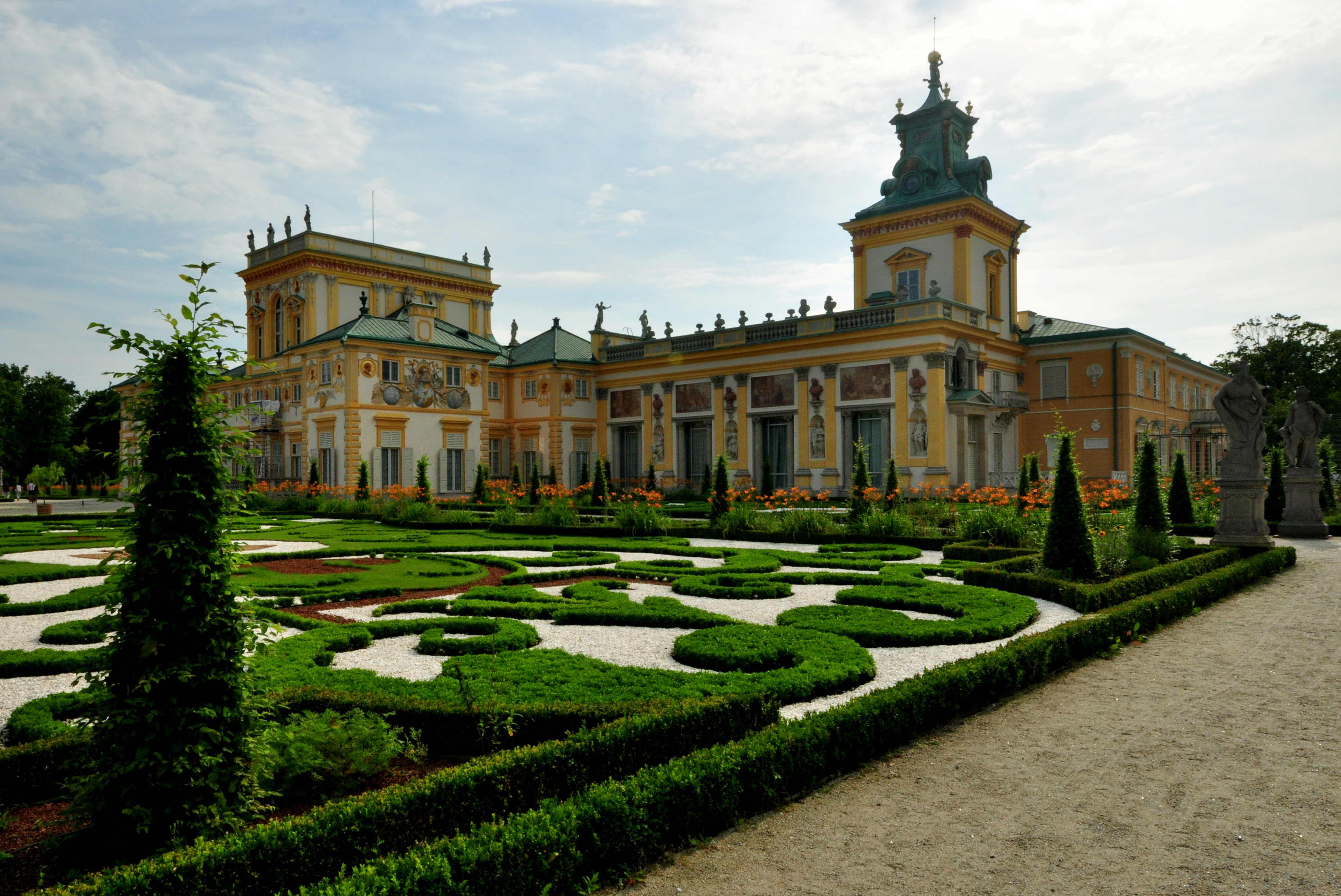
Quang cảnh cung điện từ những khu vườn
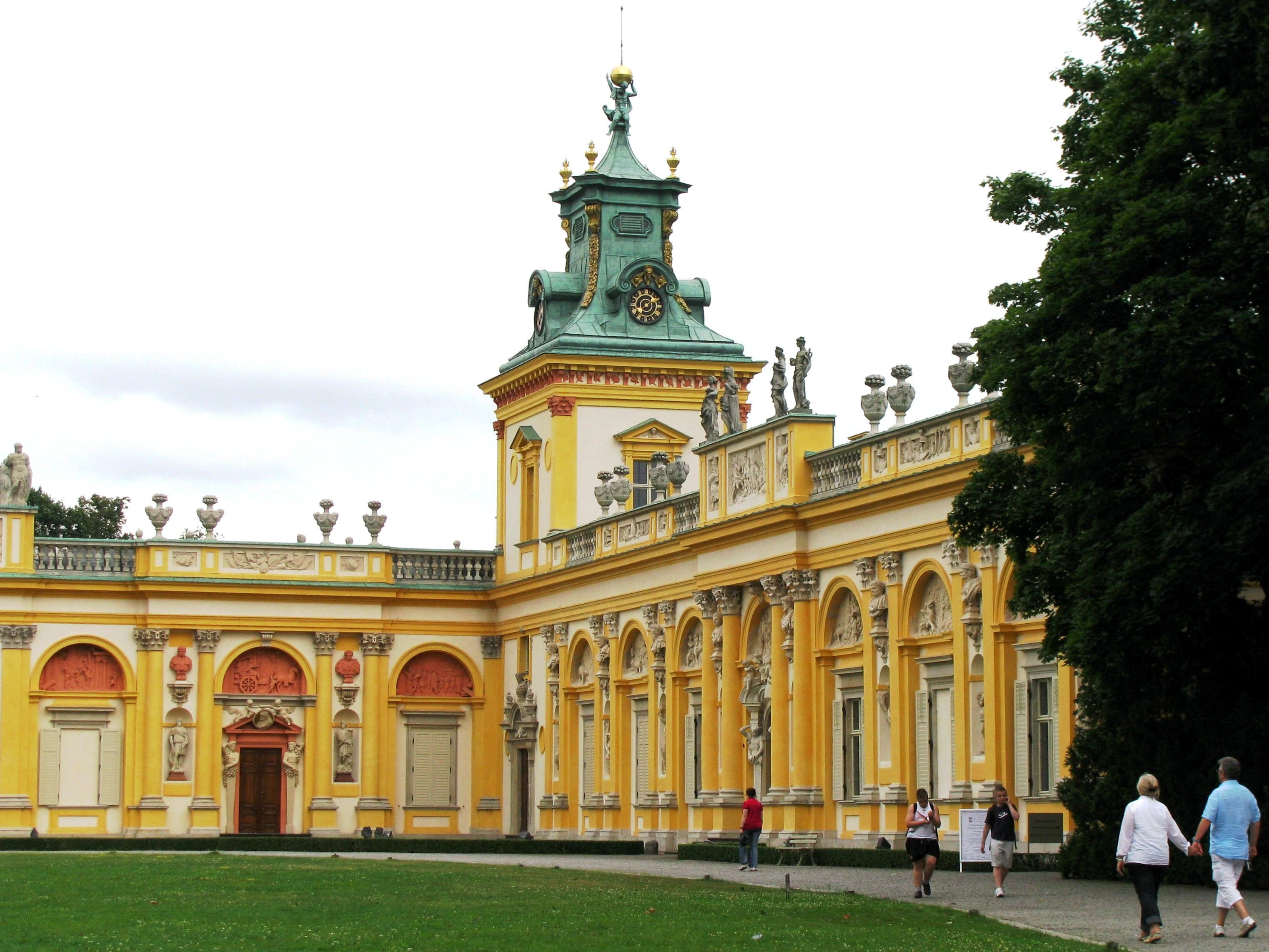
Cánh phía nam của cung điện
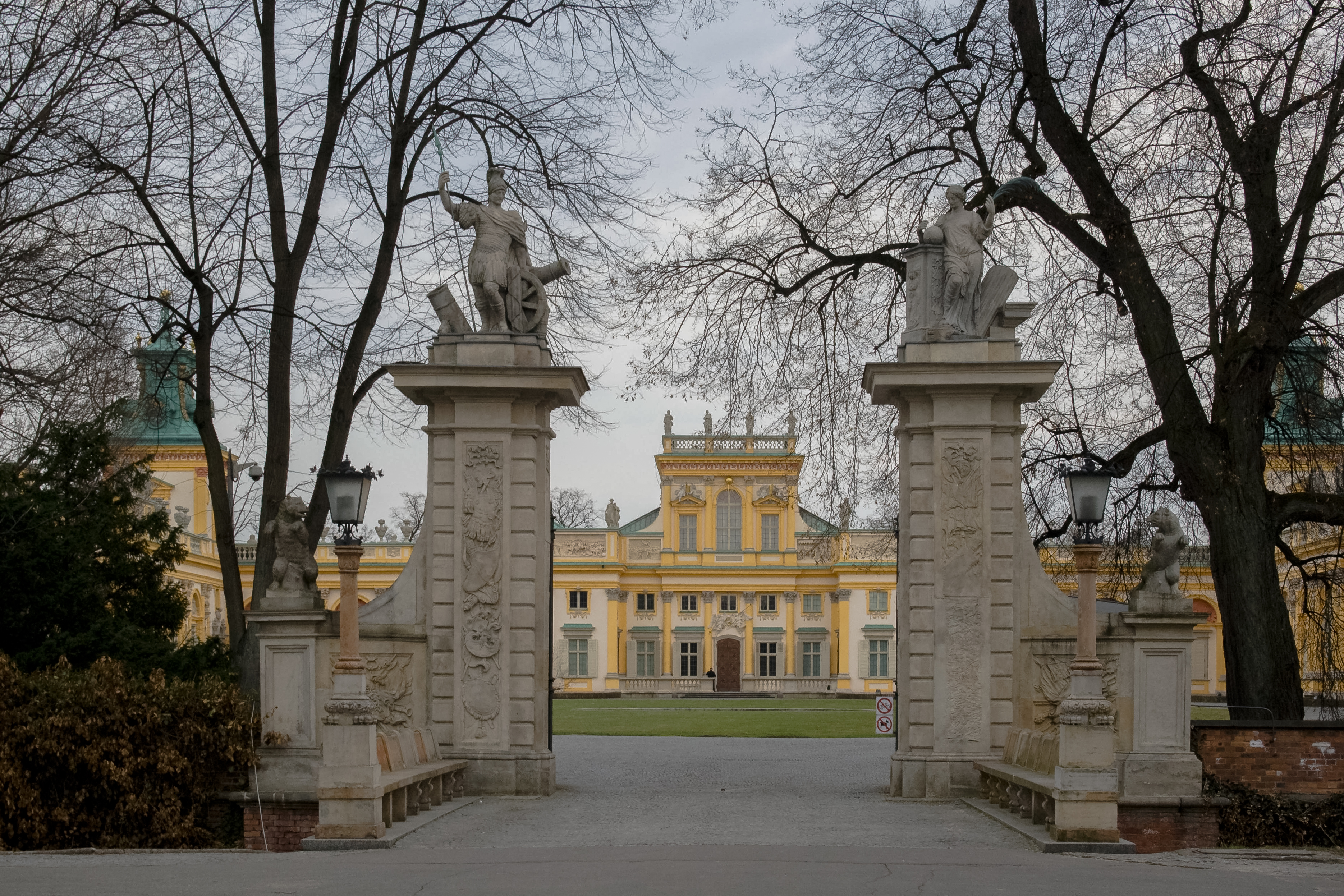
Cổng cung điện chính
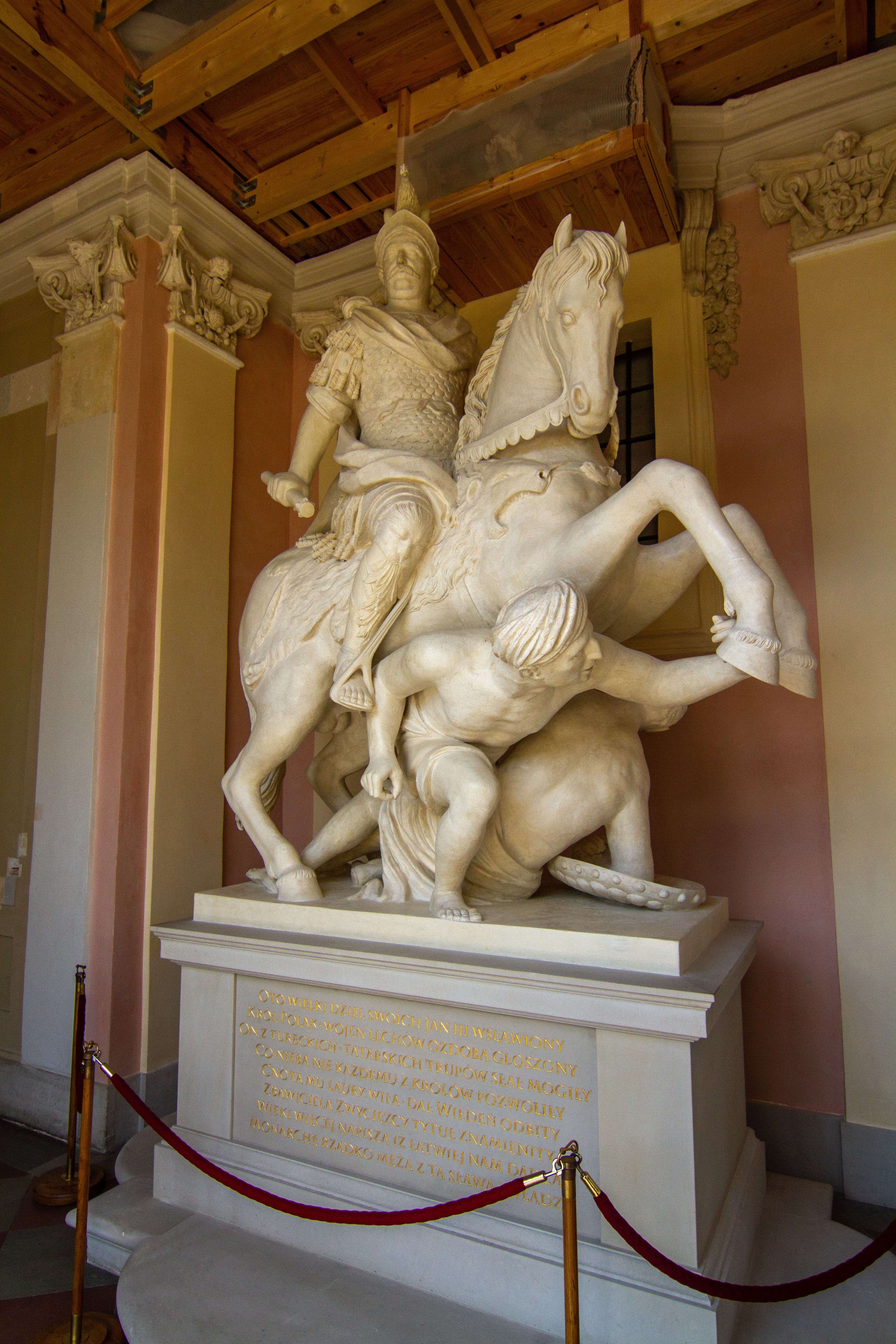
Tượng vua John III Sobieski
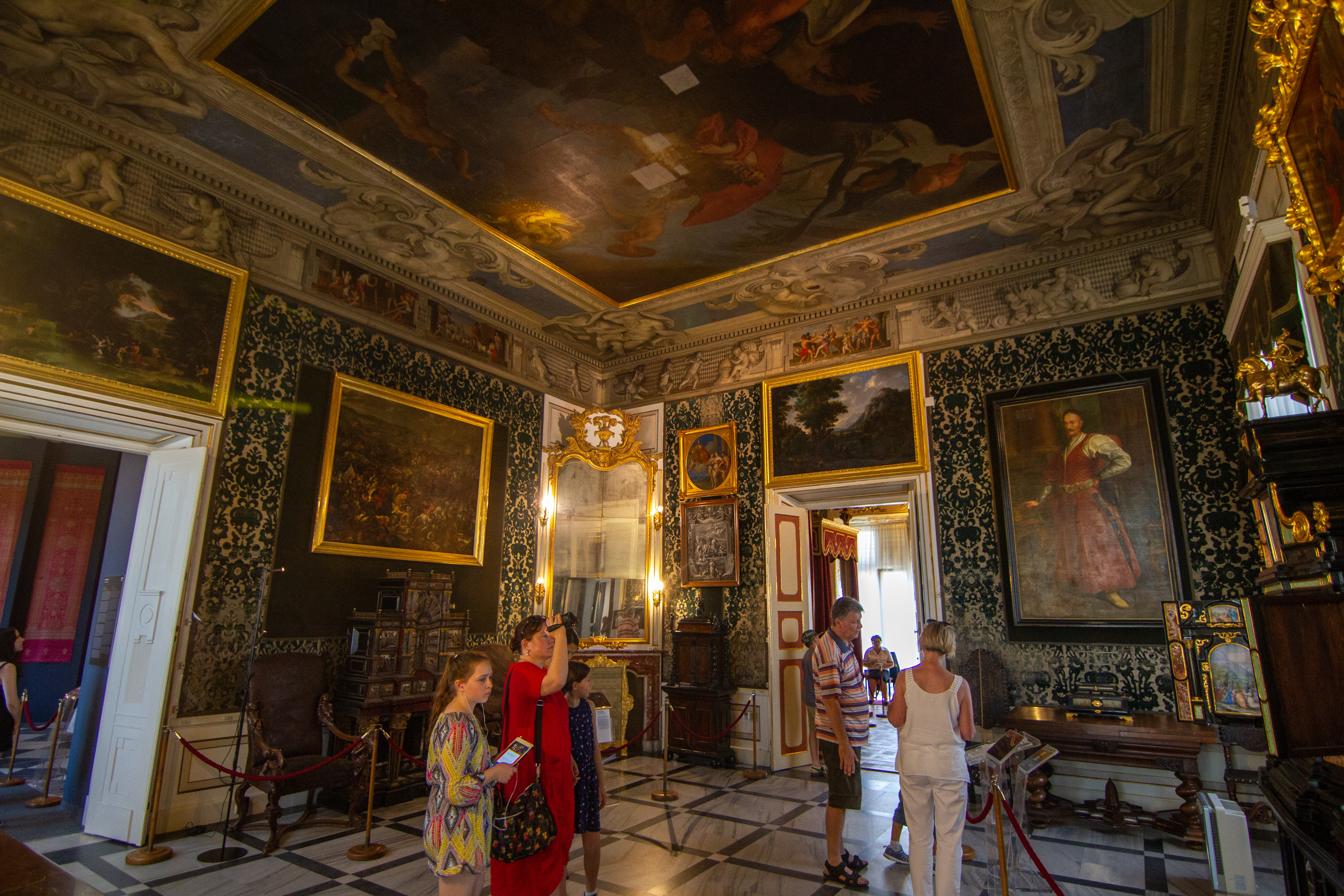
The Antechamber của nhà vua
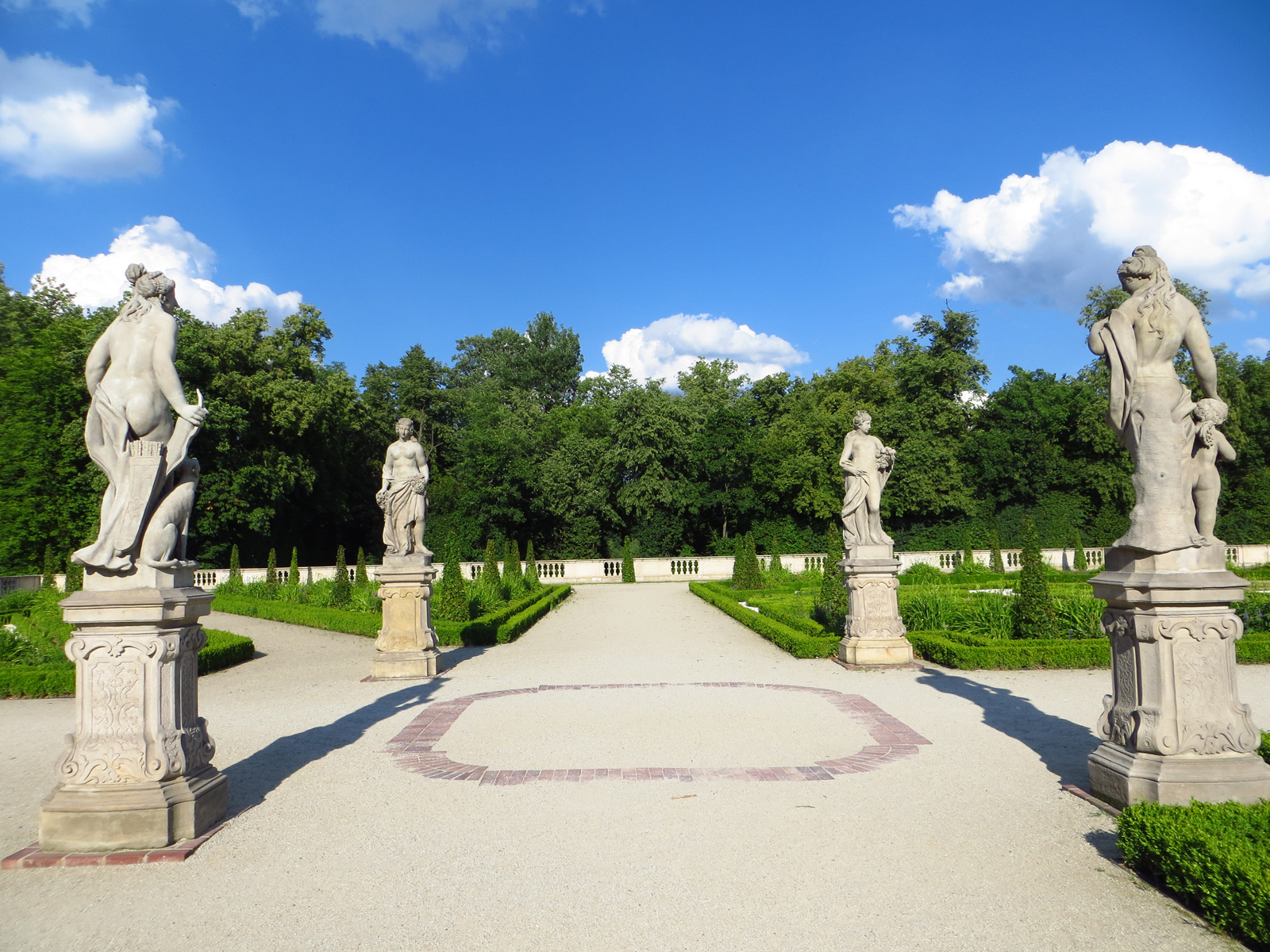
Điêu khắc vườn
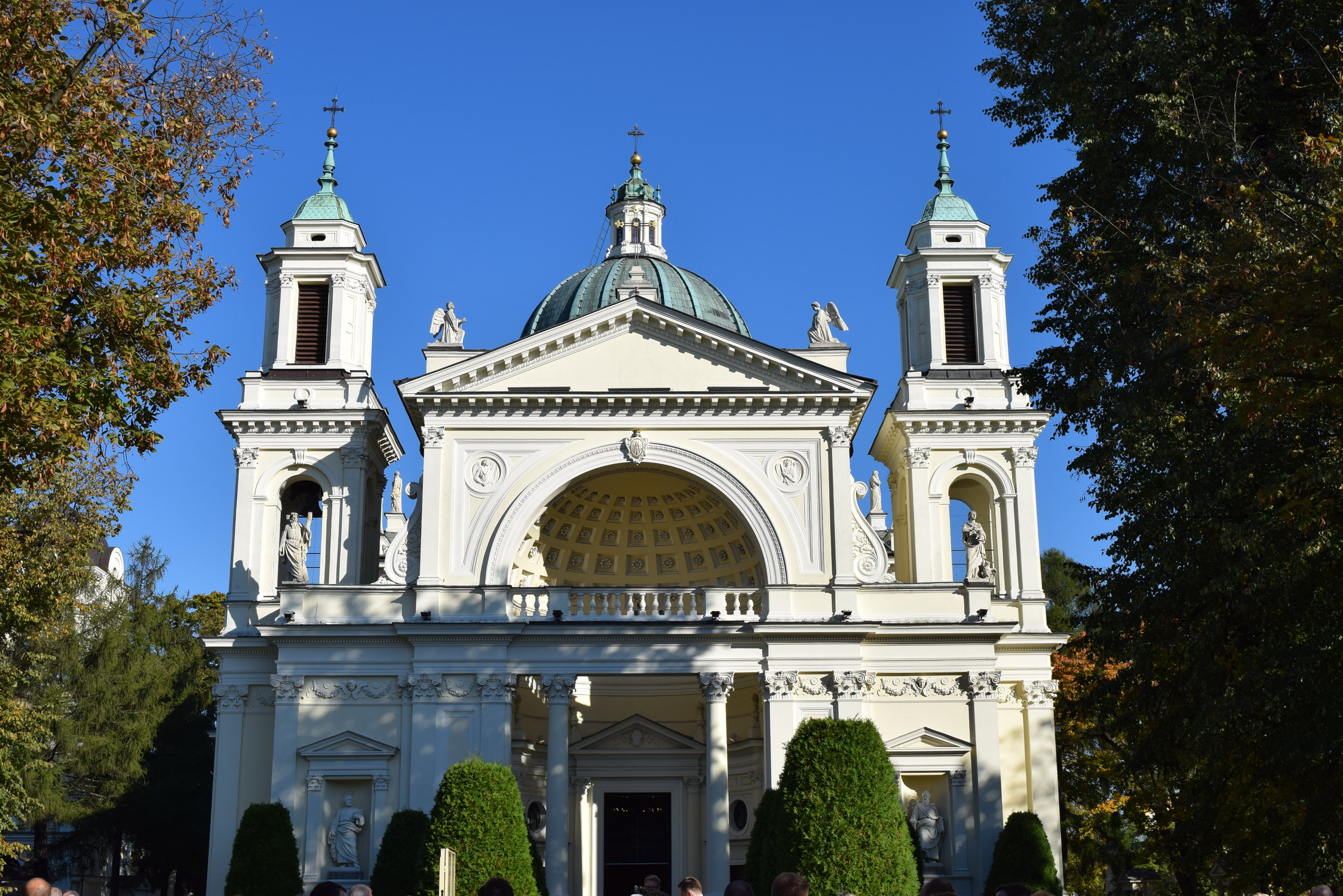
Nhà thờ thánh Anne gần cung điện
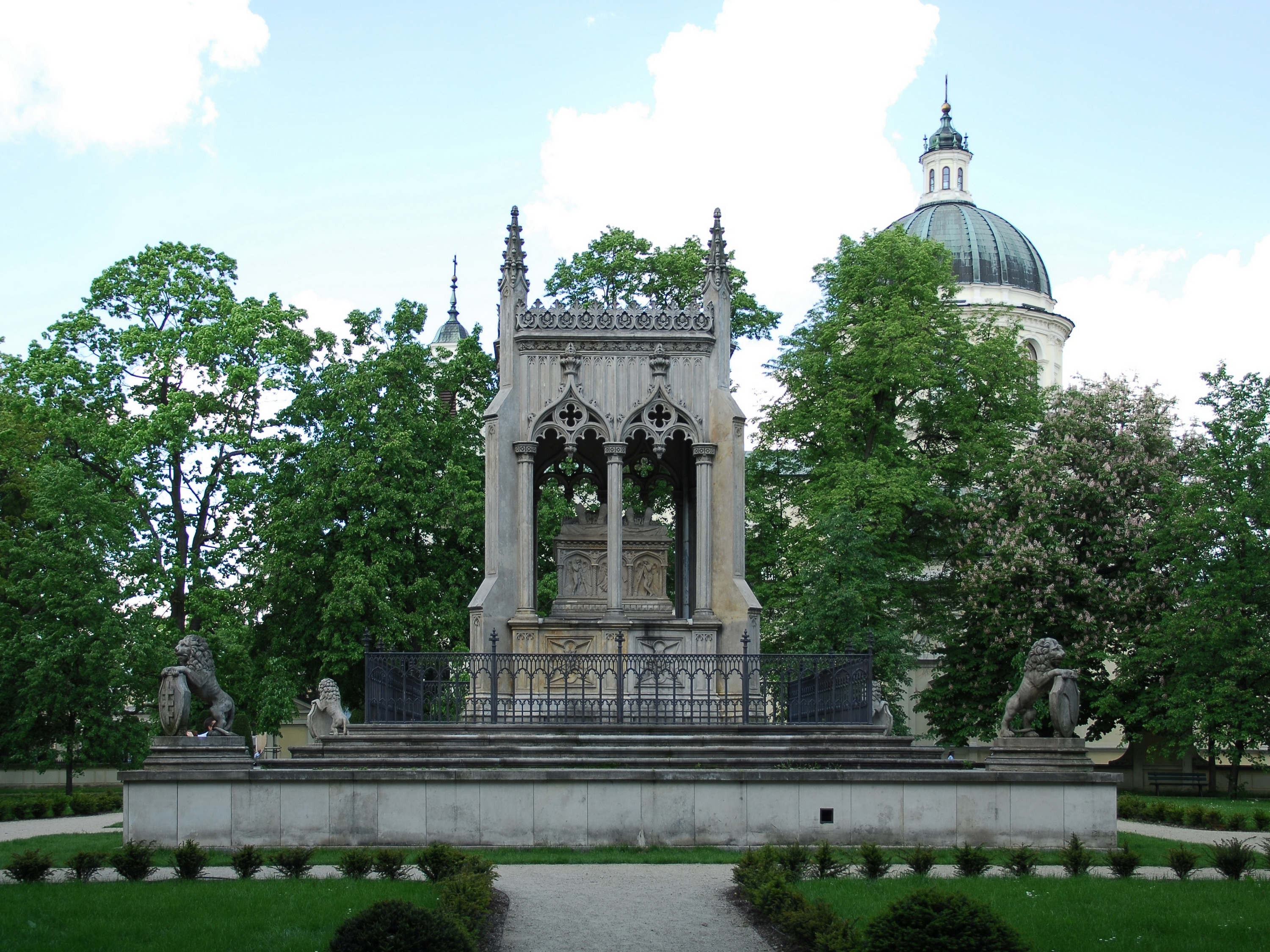
Lăng của gia đình Potocki